# 臺中市西屯區西屯國民小學
臺中市西屯區西屯國民小學（Situn Elementary School），簡稱西屯國小，位於臺中市西屯區西屯路2段300號。

## 校史
- 1903年成立時名為「埧雅公學校西大墩分教場」
- 1904年獨立定名為「西大墩公學校」
- 1921年改稱「西屯公學校」
- 1941年改稱「西屯國民學校」
- 1945年二戰結束後，改為「臺中縣立西屯國民學校」
- 1947年6月12日臺中縣西屯鄉併入臺中市改稱西屯區，校名改為「臺中市西屯區西安國民學校」
- 1963年7月1日改名為「臺中市西屯區西屯國民學校」
- 1968年8月1日實施九年國教，校名改為「臺中市西屯區西屯國民小學」。

## 歷任校長
日治時期分校主任
1. 張棟材
2. 喜友名朝順
3. 林丁炎
4. 廖德卿
5. 廖德寶
6. 山澤一則
7. 藤原先男
8. 兼坂樹

光復後
1. 廖德炎：1945年12月6日－1962年
2. 李木火：1962年9月12日－1970年
3. 游廷水：1970年8月29日－1975年
4. 胡永順：1975年12月31日－1981年
5. 李汝浩：1981年9月15日－1992年
6. 廖繼霖：1992年8月25日－1995年
  1. 董承武：1995年8月1日－1996年7月31日（代理）
7. 陳宗林：1996年8月1日－2000年7月31日
8. 陳宗林：2000年8月1日－2004年7月31日
9. 陳宗林：2004年8月1日－2008年7月31日
10. 沈月清：2008年8月1日－2011年7月31日
11. 連偉齡：2011年8月1日－2015年7月31日
12. 連偉齡：2015年8月1日－2017年1月31日
  1. 張瓊兒：2017年2月1日－2017年7月31日（代理）
13. 蘇仁彥：2017年8月1日－2023年7月31日
14. 彭偉峰：2023年8月1日－現任

## 外部連結
- 臺中市立西屯國民小學 （页面存档备份，存于）